# 丑陋
醜陋，或稱醜、難看、不吸引人、沒吸引力等，是一種被視為令人厭惡（反感）的（視覺）特徵的美學評價用語，就人而言，它可以與外表和性格有關，也可以與藝術作品和物品等有關。 它是由一個人、一個文化或一個時代的主觀感知來定義的，是美的對立面。
醜陋與噁心的、異常的等形容相關聯。醜陋的感覺通常是由於偏離集體或個人規範或理想而引發的。
被認定為醜陋可能會招致相關的負面連帶評價。 有一些研究表明，外貌被認定為醜陋的訴訟參與者，經常獲得較嚴厲的司法判决結果。
对外表被認定為丑陋者的歧视或偏见有时被称为外貌主义。

## 合法性
有一些司法管辖区已经规定基于外貌的歧视為非法行為，例如澳大利亚的维多利亚州，在那里，外貌歧视于1995年被定为非法。同样，美國的华盛顿特区也有法律禁止外貌歧视。